# تاريخ العري

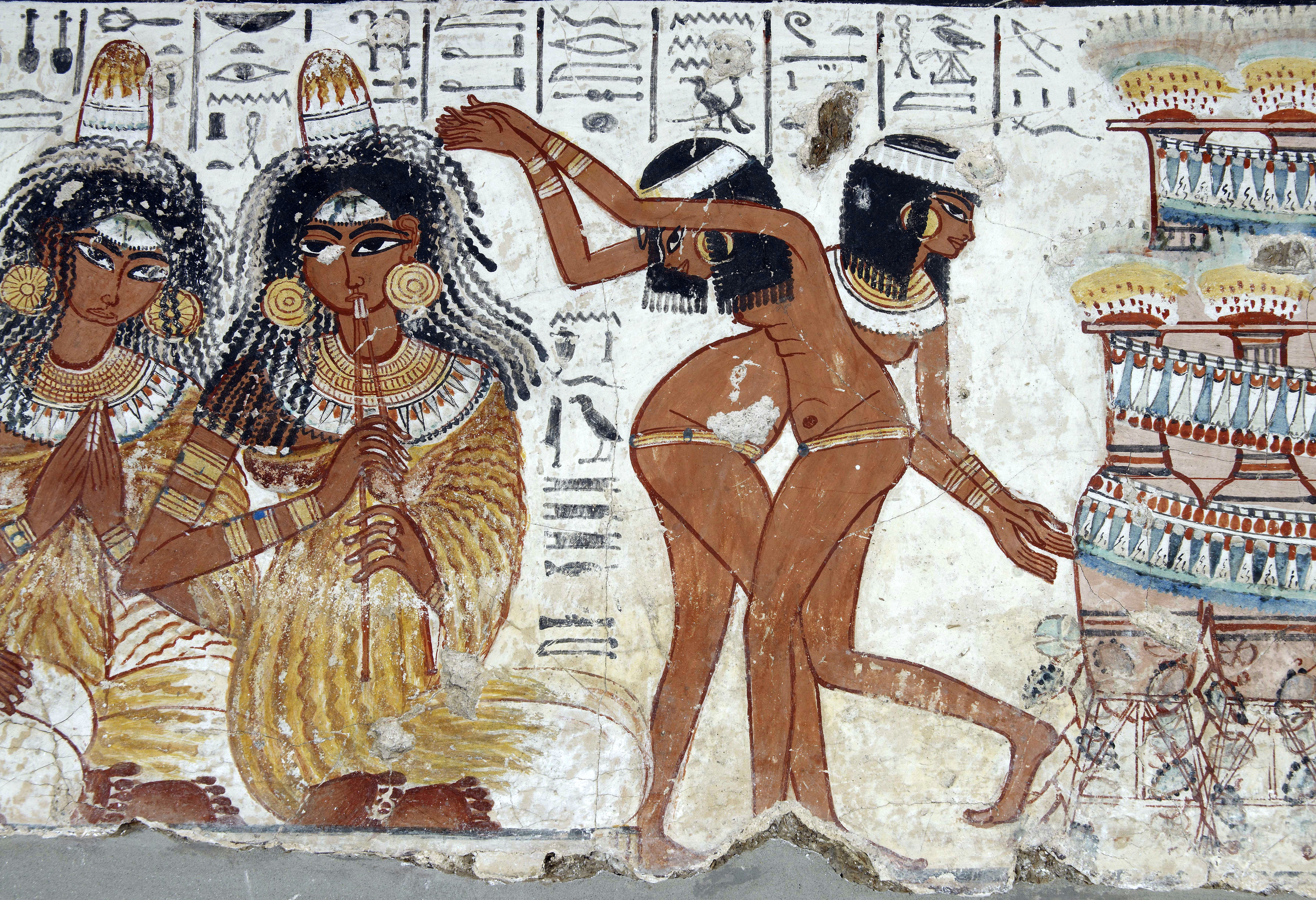
نساء من مصر القديمة تعود ل 400 فبل الميلاد-قبر طيبة.

يفترض علماء الإناسة (انثروبولوجيا) منطقيا أن البشر يعيشون أصلا عراة، دون ملابس، كوضع طبيعي وأن تكييف جلود الحيوانات والنباتات إلى اغطية لحمايه اللابس من البرد والحرارة والمطر، وخصوصا أن البشر هاجروا إلى مناخات جديدة؛ كبديل، تغطيأن تكون الملابس قد اخترعت أولا لأغراض أخرى، مثل السحر، الديكور، والعبادة.
كانت اسلاف البشر عارية وكان قدماء اليونانيين يمارسون الرياضة وهم عرايا، وأصل كلمة «جمنازيوم» (ملعب) هو «تدريب العرايا». لكنهم، اقتصروا ذلك على الرجال، ومنعوا النساء، حتى مشاهدات. وتوضح بقايا رسوم أول العاب أولمبية، قبل ثلاثة آلاف سنة مصارعون وملاكمون يتنافسون وهم عرايا.

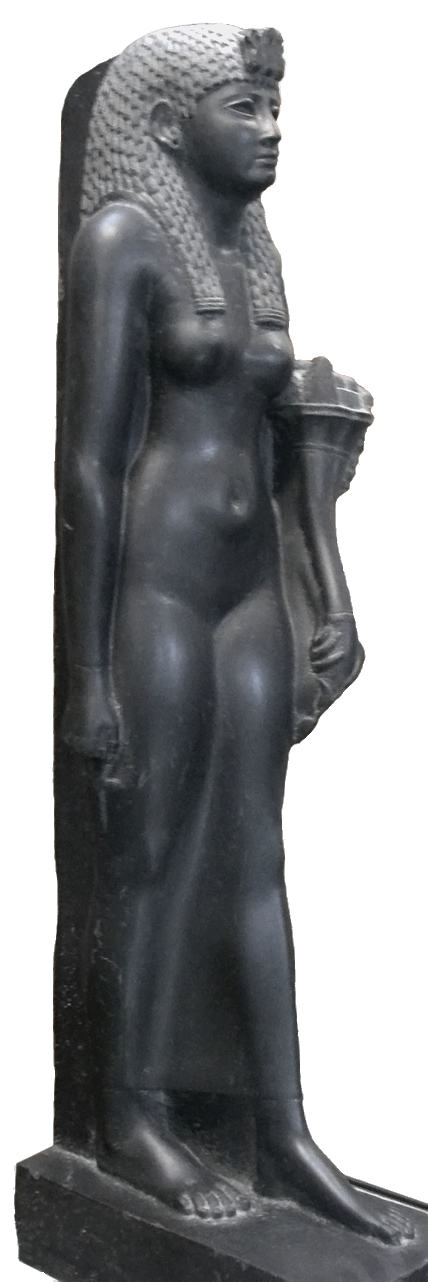
تمثال لكليوباترا السابعة

وكان تعرى قدماء اليونانيين جزءا من عباداتهم («كما خلقني الإله»). وكانوا يقدمون جوائز الألعاب الأولمبية داخل معابد للفائزين وهم عرايا.

## العصر الحجري
ليس هناك أي دليل مباشر على ومتى وكيف وضعت الملابس لأن الجلود الحيوانية والنباتية مواد تتحلل بسهولة ولكن الدراسات الحديثة للقمل توحي بأن الملابس قد أصبحت شائعة في المجتمع البشري نحو 72000 سنة مضت. ويعتقد بعض علماء الإناسة أن الإنسان الماهر وحتى الإنسان المنتصب قد يكون استخدم جلود الحيوانات كملابس ربما لملايين السنين أو أكثر. أنه ليس من الواضح في أي مرحلة أصبح الحياء فيما يتعلق بالتعري جزءا من العادات.